# Ludvika
Ludvika es una localidad situada en el sur de Dalarna, en Suecia. Ludvika es el centro administrativo del municipio de  Ludvika. Ludvika contaba  con  una población estimada de 14,498 habitantes en 2010 y es la 83a área urbana más grande de Suecia.

## Características
La conurbación de Ludvika se extiende sobre la frontera del municipio de Smedjebacken, donde viven cerca de 400 habitantes.
Ludvika está situado junto al lago Väsman en la parte sureste del municipio, en la parte occidental de Bergslagen. El lago se encuentra principalmente en Ludvika, mientras que la parte oriental pertenece a Smedjebacken.
La población de Ludvika a partir de 2005 se distribuyó en dos municipios:
| Municipio    | Población en Ludvika | Otras áreas urbanas | Otras | Total  | % de población del municipio |
| ------------ | -------------------- | ------------------- | ----- | ------ | ---------------------------- |
| Ludvika      | 13.726               | 9,234               | 3,232 | 26,450 | 52.87                        |
| Smedjebacken | 392                  | 7,595               | 3,577 | 11,598 | 3.67                         |
| Total        | 14,018               | 16,829              | 6,809 | 38,048 | 37.87                        |

## Economía
Una de los principales empleadores en Ludvika es el conglomerado de ingeniería de energía Hitachi Energy antes ABB, cuyas actividades en la ciudad incluyen transformadores, condensadores y equipos para la transmisión de energía de corriente continua de alta tensión.

## Distancias
- De Estocolmo a Ludvika es: 234 km.
- De Gotemburgo a Ludvika es: 400 km.
- De Londres a Ludvika es: 1975 kilómetros.

## Personalidades notables de Ludvika
- Stefan Anderson  (1878-1966) periodista y maestro.
- Dan Andersson (1888-1920), poeta.
- Hypocrisy  banda de death metal.
- Charlie Norman (1920-2005), músico y animador de televisión
- Birgit Ridderstedt (1914-1985), cantante y embajadora cultural.
- Fredrik Söderström (1973-), exfutbolista.
- Anders Wendin (1975-), cantante de pop.
- Kee Marcello, guitarrista de rock.

## Deportes
Los siguientes equipos tienen su sede en Ludvika:
- Ludvika FK
- Östansbo IS